# 馬惜珍
馬惜珍（1938年—2015年6月15日），又名馬奕盛，男，廣東潮陽人，英屬香港黑幫成員與商人，為三合會福義興成員，與兄長馬惜如合創東方報業集團。1978年被控販毒，棄保潛逃至台灣，後一直被香港政府通緝。馬有三名兒子：馬澄坤、馬澄發、馬澄財，香港富豪馬廷強為其侄兒。

## 生平

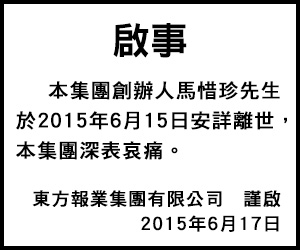
東方報業集團於2015年6月17日在官方網站發出馬惜珍的死訊

马惜珍與其兄馬惜如生於中華民國廣東省潮陽和平鎮里美鄉。其父母早逝，由其大伯撫養長大。由中華人民共和國偷渡至香港，加入潮汕幫，從事字花攤賭博生意。後加入三合會，從事毒品走私，而成為富豪，人稱「金馬」。
1969年，馬惜珍與其兄馬惜如一同創辦《東方日報》，由於馬氏兄弟與國民黨的關係良好，被視為親國民黨的「右派」，立場傾向中華民國政府及港英政府。
馬氏兄弟一直被視為有「跛豪」之稱的大毒梟吳錫豪之副手。1974年，吳錫豪終被警方毒品調查科拘捕，被判入獄30年，成為當時的香港司法史上最長的判刑。1977年，馬惜珍之兄馬惜如被控在1968年至1974年期間偷運700噸鴉片入口，馬惜如在警方執行逮捕令前潛逃至台灣，卻因台灣與香港並無引渡安排，最終未能拘捕歸案。1978年7月，馬惜珍涉嫌販賣毒品及行賄被捕，但在被扣留護照的情況下成功棄保潛逃至台灣，長期被香港政府通緝。
根據香港《快報》1977年9月11日、1978年9月20日及21日連續多日頭條報導，馬家相關的疑犯亦悉數逃離香港前往台北。當馬惜珍乘船到達蘇澳後，被中華民國政府以「持用假文件非法入境」為由予以逮捕，判處一年有期徒刑 根據《星期日泰晤士報》以及當年香港報章的報導，馬惜珍從1978年起就定居台灣，運用不法所得的收益開了好幾家合法公司。馬惜珍的合法事業，在香港和全世界繼續賺取收入，這些事業包括在歐洲、北美洲和澳洲的商業不動產，他們在英國的財產極多，在倫敦市中心金融區和西敏區擁有一整排的辦公大樓。其東方報業集團現時是遠東最大規模的報業集團之一，由馬惜珍的兒子馬澄坤主持。惟其父馬惜珍一直不能返回香港，香港警方當年下的通緝令實行30多年。根據1978年9月20日《大公報》載，高等法院開審大販毒疑案前夕，馬惜珍突潛逃。
律政司控告馬氏兄弟偷運之700噸鴉片，比「跛豪」吳錫豪被控偷運數量的30噸多23倍，根據律政司控告「跛豪」的罪名內容，30噸鴉片時值3億港元，以此推算，馬氏兄弟偷運之鴉片應值70億港元，以六七十年代及2010年代港幣購買力比較（保守估計為1比50），相當於今日3,500億港元。這已比中國大陸首富王健林2016年資產333億美元（約2,600億港元）高一大截。由於馬氏兄弟成功將資產轉移，經過多年的投資，因此馬氏家族資產應該不止此數。故可說馬氏兄弟才是華人首富。
此後，馬氏家族希望香港政府能特赦馬惜珍，於是創辦《東快訊》，嘗試捐錢予英國馬卓安政府。然而，馬惜珍仍然一直未能返回香港，《東方日報》隨後以大篇幅報導馬卓安政府收取馬氏家族不少金額，引起英國一時哄動。
2013年1月25日全國政協委員劉夢熊指，前特首曾蔭權曾答應馬澄坤讓其父親馬惜珍回港，但曾蔭權並未實踐其諾言，結果東方報業與曾蔭權結怨，天天狠批曾蔭權；2012年該報又揭發曾蔭權涉貪，此後報道均以「貪曾」罵之。劉夢熊向馬指，唐英年上場等如「曾二世」。
2014年4月14日，馬惜珍的代表律師向香港高等法院申請撤銷通緝令，指馬惜珍患有心臟病，而其死前心願是希望能回到香港。而律政司一方則指如馬惜珍回港答辯，已無足夠證據作出起訴，他會被判無罪釋放，但這不代表他是無辜的。並指若法庭批准申請，會向社會發出錯誤訊息。最終法官駁回此申請。

### 逝世
2015年6月15日，馬惜珍因多重器官衰竭於臺北榮民總醫院病逝，終年77歲。
2015年6月19日，馬惜珍的遺體由中華航空CI909航班運返香港。

## 相关影视形象
- 《四二六》（1977年）：劇中的牛錫振影射馬惜珍（錫振諧音惜珍，以牛字暗示同是家畜的馬字）。
- 《白粉双雄》（1978年）以馬惜珍、馬惜如兩兄弟的發跡為故事骨幹，由鄧光榮饰演。
- 《人在江湖》（1980年）：以馬惜珍、馬惜如兩兄弟的發跡為故事骨幹，由陳觀泰飾演。
- 《五億探長雷洛傳》（1991年）、《廟街十二少》（1992年）：劇中的細馬哥影射馬惜珍，由陸劍明飾演。
- 《四大家族之龍虎兄弟》（又名《香港地下司令》）（1991年）剧中馬尖山影射馬惜珍，由吕良伟（成年版）及宋本中（少年版）饰演。